# Opičí selfie

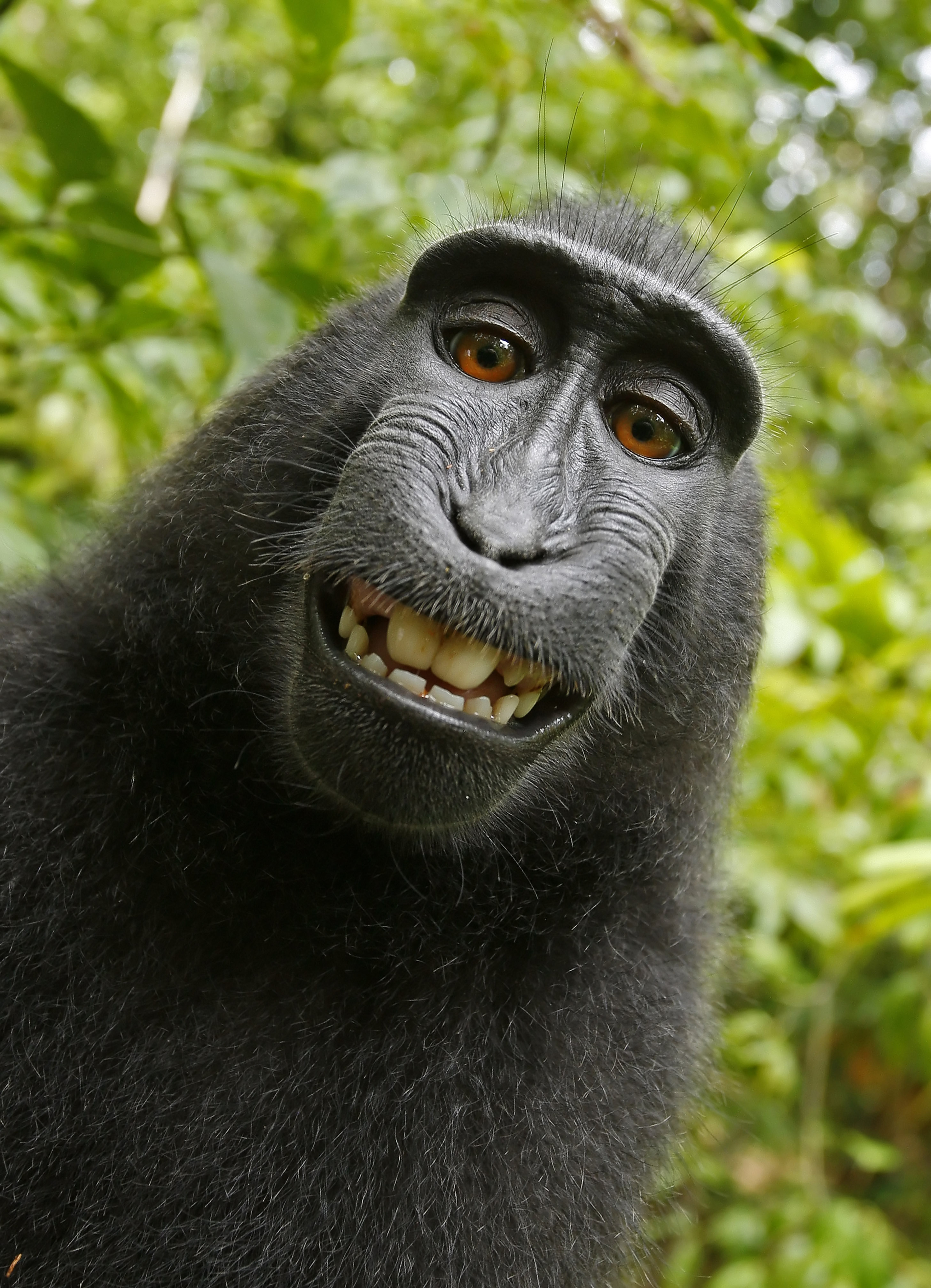
Jedno z opičích selfie samičky makaka, které bylo předmětem sporu, 4. července 2011

Spor o autorská práva u opičích selfie je řada sporů o status autorských práv selfie, které pořídil makak chocholatý pomocí zařízení patřícího britskému fotografovi přírody Davidu Slaterovi. Spory se týkaly projektu Wikimedia Commons a blogu Techdirt, kteří hostili obrázky po jejich zveřejnění v novinách v červenci 2011. Slater namítal, že držitelem autorských práv je on, proti byla organizace bojující za práva zvířat People for the Ethical Treatment of Animals (PETA), která tvrdila, že autorská práva by měla být přidělena makakovi.
Slater argumentoval, že má platný nárok na autorská práva, protože situaci, která vyústila ve snímky, vytvořil tak, že cestoval do Indonésie, spřátelil se se skupinou divokých makaků a nastavil svůj fotoaparát tak, aby mohlo být „selfie“ pořízeno. Odmítnutí Nadace Wikimedia z roku 2014 ohledně žádosti odstranit obrázky z knihovny obrázků Wikimedia Commons bylo založeno na argumentu, že autorské právo má tvůrce a že autor jiného než lidského původu (který není právnickou osobou) nemůže být vlastníkem autorských práv, a tudíž jsou obrázky volným dílem.
Slater v srpnu 2014 uvedl, že kvůli dostupnosti obrázků na Wikipedii přišel nejméně o 10 000 britských liber (ekvivalent přibližně 11 000 liber v roce 2019) z příjmů a jeho podnikání jako fotografa divoké zvěře bylo poškozeno. V prosinci 2014 Úřad pro autorská práva Spojených států uvedl, že díla vytvořená jiným tvorem než člověkem, například fotografie pořízená opicí, nelze chránit autorskými právy. Řada právních expertů v USA a Velké Británii tvrdila, že Slaterova role ve fotografickém procesu mohla stačit k prokázání platného nároku na autorská práva, i když by toto rozhodnutí musel učinit soud.
V samostatném sporu se pokusila společnost PETA za využití opičího selfie vytvořit právní precedens, podle kterého by zvířata měla být prohlášena za držitele autorských práv. Slater vydal vlastním nákladem fotografickou knihu ve spolupráci se společností Blurb, Inc. V září 2015 PETA na Slatera a firmu Blurb podala žalobu a požadovala, aby byla opici přidělena autorská práva a aby byla PETA jmenována správcem výnosů z fotografií ve prospěch ohroženého druhu. Při zamítnutí případu PETA soud rozhodl, že podle amerického práva opice nemůže vlastnit autorská práva. PETA se odvolala a v září 2017 se PETA i fotograf dohodli na urovnání, ve kterém Slater daruje část budoucích výnosů z fotografií organizacím na ochranu divokých zvířat. Odvolací soud však odmítl vypovědět rozsudek nižšího soudu. V dubnu 2018 odvolací soud potvrdil, že zvířata nemohou legálně vlastnit autorská práva, a vyjádřil obavu, že motivací PETA bylo spíše podporovat jejich vlastní zájmy než chránit práva zvířat.

## Pozadí příběhu

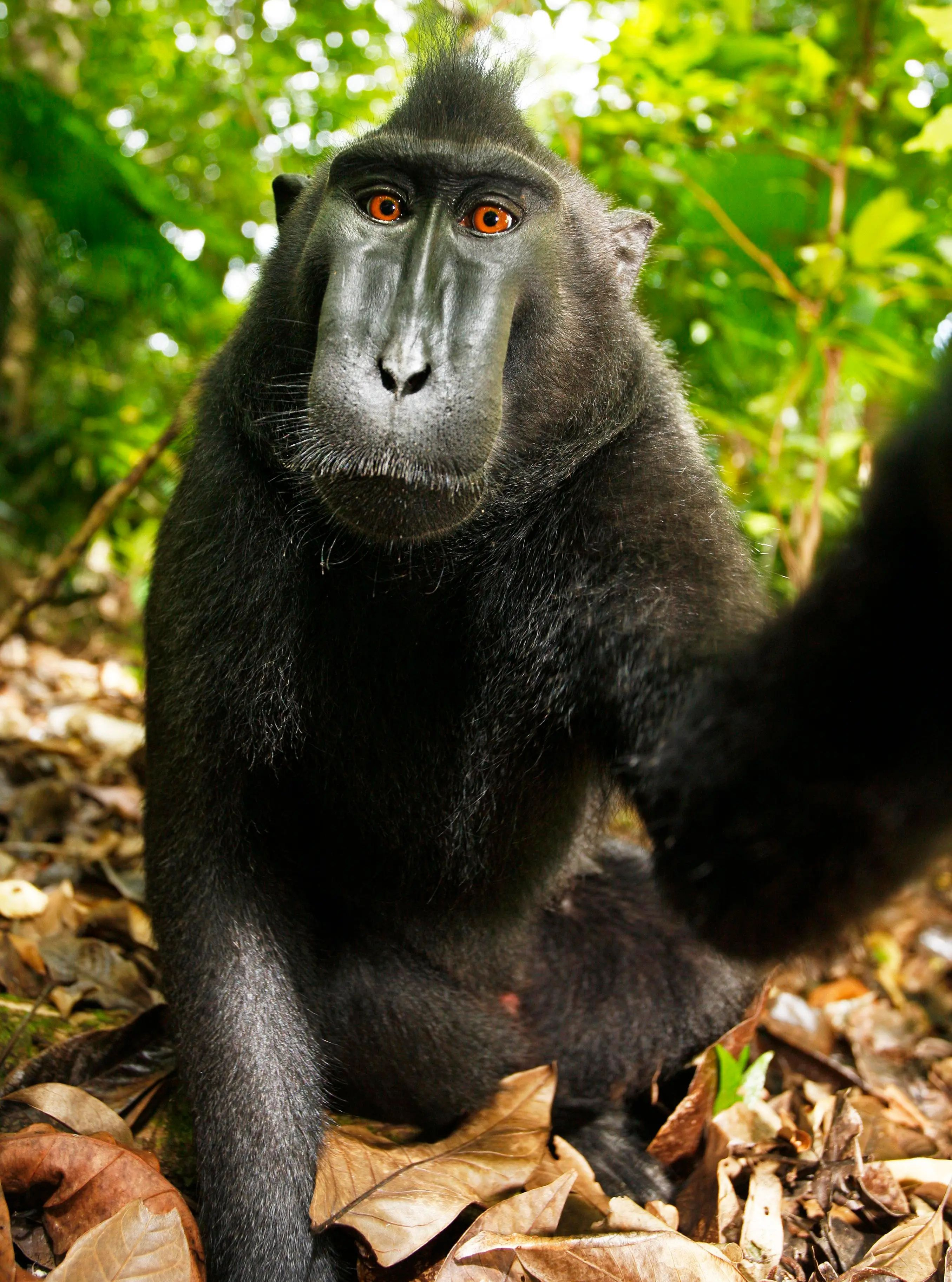
Druhý sporný obrázek, „selfie“ celého těla

Od roku 2008 cestoval britský fotograf přírody David Slater do Indonésie, aby fotografoval kriticky ohrožené makaky chocholaté. V roce 2011 poskytl licenci na několik snímků agentuře Caters News, která je společně s propagační tiskovou zprávou, v níž byl Slater citován, vydala pro zveřejnění v britských médiích. Dne 4. července 2011 několik periodik, včetně deníků The Daily Telegraph a The Guardian, snímky zveřejnilo spolu s články, v nichž Slater popisoval fotografie jako autoportréty pořízené opicemi: „Opice ukradla fotoaparát, aby se vyfotila“ (The Telegraph), „Aparátem na stativu fotografovaly opice“ (The Guardian) a fotoaparát spuštěn opicí, kterou „fascinoval její odraz v objektivu“. Články například citovaly Slaterův výrok „[Makak] dozajista pořídil stovky snímků, než se mi podařilo dostat fotoaparát nazpět.“
O den později Amateur Photographer uvedl, že Slater jim popsal, jak fotografie vznikly, přičemž obsah předchozích novinových článků zpochybnil. Podle něj nebyla pravda, že opice utekla s ukradeným fotoaparátem a „začala pořizovat autoportréty“; ve skutečnosti byl portrét pořízen v době, kdy nechal fotoaparát na stativu a odháněl jiné opice, takže makakové si s kabelem s dálkovou spouští začali hrát.
Slater další popis zveřejnil na svých internetových stránkách a jiných sociálních účtech s tím, že spolu s průvodcem sledovali opice tři dny a druhý den si získali jejich důvěru. Při pokusech o pořízení fotografií opic Slater zjistil, že fotoaparát a jeho výbava makaky velmi zajímá, neustále si s foťákem a vybavením hrají, avšak také se s nimi pokoušeli utéct. Slater v článku v Amateur Photographer ze dne 7. srpna 2014 dále uvedl: „Chtěl jsem snímek zblízka, ale stále se mi to nedařilo. Opice byly příliš nervózní, takže jsem musel odejít a čekat, až se k připravenému aparátu přiblíží a začnou si hrát se spouští, což také udělaly.“ Dodal: „Dívaly se na svůj odraz v objektivu a bavily se tím.“ Popsal, že fotoaparát s velkým širokoúhlým objektivem upevnil na stativ a nastavil tak, aby optimalizoval šance na kvalitní portrét hlavy pomocí prediktivního automatického zaostřování, motorového pohonu a záblesku. Vedle fotoaparátu připravil dálkovou spoušť, a zatímco stativ držel, opice se třicet minut dívaly do objektivu, hrály si s výbavou fotoaparátu a dálkovým ovladačem pořídily velký počet snímků. Slater vylíčil, že fotografování skončilo ve chvíli, kdy „mě dominantní samec v záchvatu nadšení praštil rukou do zad a pak ode mně odskočil“.
V rozhovoru pro časopis Vice ze 28. července 2017 Slater konstatoval, že některé zpravodajské kanály uváděly nesprávné informace o tom, jak selfie získal, ovšem nic proti tomu nenamítal, protože to byla „trochu legrace a dobrá propagace ochrany přírody“.

## Problémy s autorskými právy
Dne 9. července 2011 redaktor Wikimedia Commons, webu, který přijímá pouze média dostupná na základě bezplatného svobodného obsahu nebo jako volné dílo, zkopíroval opičí selfie z webu The Daily Mail. Uživatel, který soubory nahrál, uvedl, že fotografie jsou pod licencí volného díla jakožto „dílo autora jiného než lidského původu“, a dodal, že „není žádný lidský autor, na kterého by byla vázána autorská práva“. Slater snímky objevil o několik dní později a požádal nadaci Wikimedia, aby fotografie odstranila. Zpočátku mu správce Commons vyhověl, ale později po komunitní diskusi o povaze jejich autorských práv byly snímky obnoveny. Slater nadále vyzýval nadaci k odstranění fotografie. Nadace situaci přezkoumala, ale došla k závěru, že jsou veřejně dostupné, a Slaterovu žádost odmítla. Ve své zprávě o transparentnosti ze srpna 2014 nadace uvádí, že „autorská práva se nemohou vztahovat na jiné než lidské autory“ a „když se autorská práva na dílo nemohou uplatnit na člověka, je označováno za volné dílo“.
Slaterovým konfliktem s nadací Wikimedia Foundation se zabýval blog Techdirt dne 12. července 2011. Techdirt zveřejnil fotografii s licencí pro volné dílo a tvrdil, že tato fotografie jím je, protože opice není právnickou osobou schopnou vlastnit autorská práva, a Slater nemůže mít autorská práva k této fotografii, protože se nepodílel na jejím vytvoření. Poté agentura Caters News vydala žádost o odstranění fotografie s odvoláním na nedostatek povolení; v reakci na odpověď autora blogu Mika Masnicka však zástupce uvedl, že Masnick tyto fotografie odněkud očividně stáhl – zřejmě ze stránek Daily Mail – a nadále požadoval jejich odstranění. Masnick tvrdil, že i kdyby byla chráněna autorskými právy, použití fotografie na Techdirt by bylo podle zákona USA o autorských právech považováno za fair use. Věřil, že „bez ohledu na to, kdo vlastní či nevlastní autorská práva, je stoprocentně jasné, že vlastníkem autorských práv není on sám".
Slater v reakci na nadaci Wikimedia Foundation i Techdirt tvrdil, že měl významný tvůrčí podíl na selfie fotografiích opic, díky čemuž by byl argument volným dílem diskutabilní. Slater pro BBC uvedl: „Byl jsem přijat do opičí tlupy, dotýkali se mě a upravovali můj zevnějšek… Proto jsem si myslel, že by se mohly samy vyfotografovat. Postavil jsem fotoaparát na stativ, zkomponoval [snímek] a nastavil správnou expozici … a pak už jen stačí, aby opice spoušť stiskla, a máte fotku.“ V příběhu zveřejněném 14. srpna 2014 nebo dříve na svých internetových stránkách Slater uvedl, že příběh opic, které mu ukradly fotoaparát, byla zcela jiná událost a došlo k ní před pořízením „selfie“. Slater dále řekl: „Dal jsem na stativ fotoaparát s velmi širokoúhlým objektivem, nastavil konfiguraci jako prediktivní autofokus, dokonce i blesk, abych měl šanci pořídit portrét zblízka, kdyby se opice znovu přiblížily si pohrát [...] Měl jsem při tom jednu ruku na stativu, ale opice do mě strkaly a šťouchaly, ty starší i pár hravých mláďat, která mě zlehka kousala do rukou.“ Podobně i v rozhovoru z listopadu 2017 pro rozhlasovou show This American Life Slater řekl, že při pořizování snímků přidržoval stativ prsty.

### Znalecké posudky
Názory odborníků na to, zda Slater autorská práva na fotografie vlastní, se různí.
Dne 21. srpna 2014 zveřejnil Úřad pro autorská práva Spojených států stanovisko, které bylo později zahrnuto do Kompendia praktik úřadu pro autorská práva v USA, třetího vydání, vydaného dne 22. prosince 2014, s cílem objasnit, že „podle amerického zákona mohou být autorskými právy chráněna pouze díla vytvořená člověkem, což vylučuje fotografie a umělecká díla vytvořená zvířaty nebo stroji bez lidského zásahu“ a „protože autorský zákon je omezen na „původní intelektuální pojetí autora“, [autorský] úřad odmítne zaregistrovat nárok, pokud zjistí, že dílo nevytvořil člověk. Úřad nezaregistruje díla vytvořená přírodou, zvířaty nebo rostlinami.“ Kompendium konkrétně zdůraznilo, že „fotografie pořízená opicí“ je ukázkový příklad něčeho, co nelze chránit autorskými právy.
Američtí a britští právníci v oblasti duševního vlastnictví Mary M. Luria a Charles Swan uvedli: jelikož tvůrcem fotografie je zvíře a nikoli osoba, na fotografii neexistují autorská práva bez ohledu na to, kdo vlastní zařízení, pomocí kterého byla fotografie vytvořena. Podle profesorky práva Jessicy Litmanové z Michiganské univerzity „Žádný lidský autor nemá práva na fotografii pořízenou opicí“ […] „Originální opičí selfie je volné dílo“. Řekla, že americký úřad pro autorská práva objasňuje stávající praxi a nevytváří novou politiku. Americký právník v oblasti práva umění Nicholas O'Donnell ze společnosti Sullivan & Worcester LLP však poznamenal, že „i když fotografie pořízená opicí nemůže být chráněna autorskými právy, není jasné, proč by to kategoricky vyloučilo jakékoli autorské právo pro lidského autora v díle, ve kterém jsou fotoaparáty záměrně ponechány na místě, kde nějaká přirozená síla nebo zvíře způsobí pořízení fotografie“.
Dne 22. srpna 2014, den poté, co Úřad pro autorská práva Spojených států zveřejnil své stanovisko, byla citována mluvčí Úřadu pro duševní vlastnictví Spojeného království Bianca D'Orsi, která uvedla, že zatímco zvířata podle práva Spojeného království nemohou autorská práva vlastnit, „otázka autorských práv na fotografie jsou složitější. Záleží na tom, zda fotograf kreativně přispěl k dílu, a toto je rozhodnutí, které musí učinit soud.“
Britská mediální právnička Christina Michalos uvedla, že na základě britského zákona o počítačově generovaném umění je pravděpodobné, že Slater může vlastnit autorská práva k fotografii, protože vlastnil a pravděpodobně nastavil fotoaparát. Podobně Serena Tierney z právnické společnosti London lawyers BDB uvedla: „Pokud zkontroloval úhel záběru, nastavil zařízení tak, aby vytvářelo snímek se specifickými světelnými a stínovými efekty, nastavil expozici nebo použil filtry nebo jiná speciální nastavení, kontroloval že vše, co je potřeba, bude v záběru a opice, která přispěla pouze tím, že stiskla spoušť, pak se zdá přijatelné tvrzení, že autorská práva na fotografii ve Velké Británii existují a že je autorem a také prvním vlastníkem.“ Andres Guadamuz, profesor práva duševního vlastnictví na univerzitě v Sussexu, dále uvedl, že stávající evropská judikatura, zejména Infopaq International A/S v Danske Dagblades Forening (rozhodnutí Evropského soudního dvoru ohledně některých aspektů autorského práva), objasňuje, že již pouhý výběr fotografií by stačil k zaručení originality, pokud proces odráží osobnost fotografa. Právník Iain Connor, partner společnosti Pinsent Masons, podobně uvedl, že fotograf může tvrdit, že „dal fotoaparát do rukou opice, takže [podnikl] některé kreativní kroky, a proto vlastní autorská práva,“ a že „pokud to bylo zvíře, které stisklo spoušť, měl by to být vlastník fotoaparátu, kdo vlastní autorská práva k této fotografii.“

## Wikimania 2014

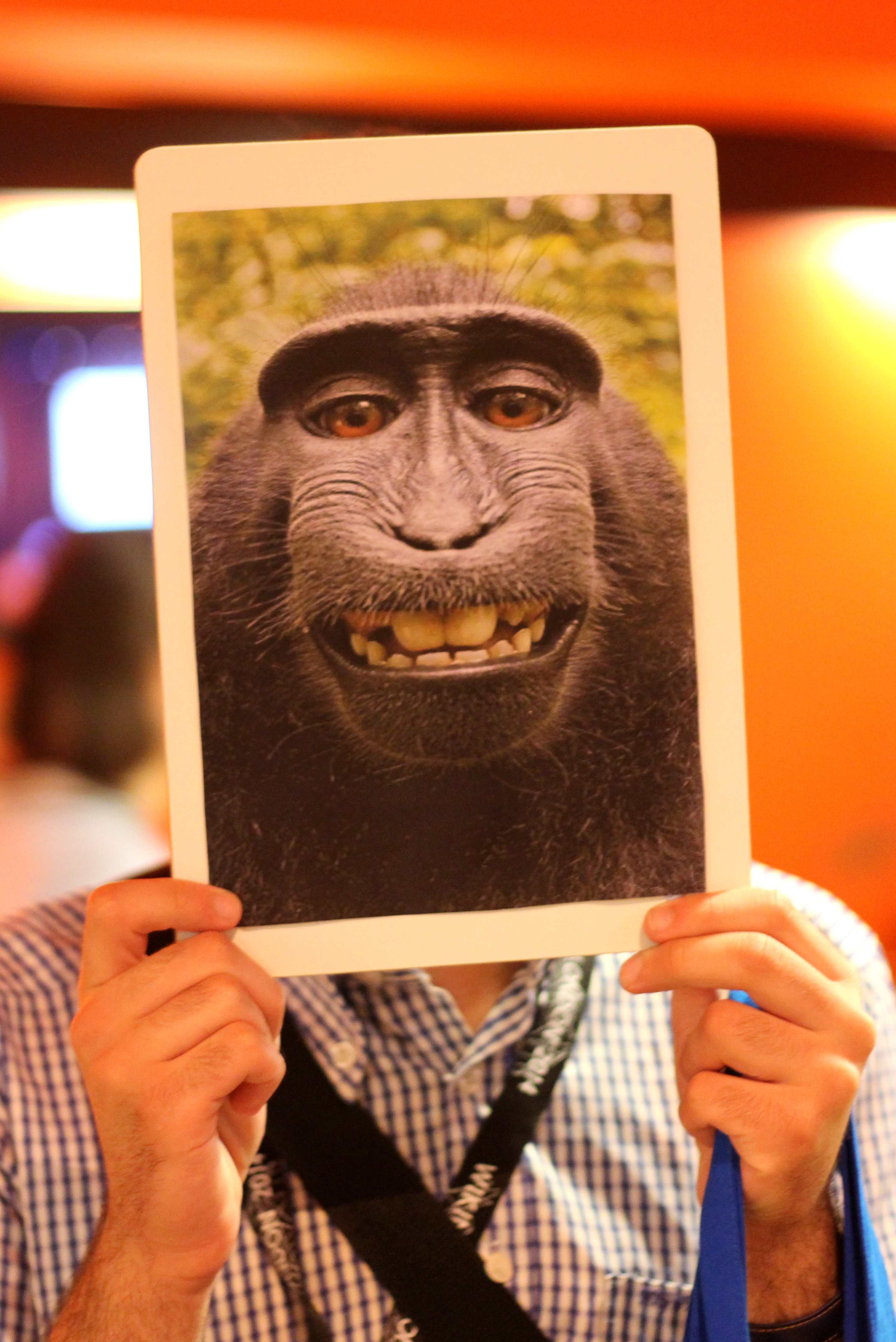
Účastníci konference si pořizovali selfie s tištěnými kopiemi fotografie makaka

„Monkey-selfie selfie“ se stalo tématem konference Wikimania 2014 v Barbican Centre v Londýně. Účastníci konference, včetně spoluzakladatele Wikipedie a člena správní rady Nadace Wikimedia Jimmyho Walese, pořizovali selfie s tištěnými kopiemi fotografie makaka. Reakce na tyto selfie a na předtištěné plakáty opic byly smíšené. Podle přispěvatele z Wikipedie Andrease Kolbeho, který píše do Wikipediocracy, byla akce Jimmyho Walese některými uživateli na Twitteru a Wikipedie kritizována „za to, co vypadalo jako netaktní škodolibost“.

## Naruto et al v. David Slater
Fotografie makaků se objevily v knize s názvem Wildlife Personalities (Osobnosti divoké přírody), kterou Slater publikoval prostřednictvím samonakladatelské společnosti Blurb, Inc. se sídlem v San Francisku. Dne 22. září 2015 podala organizace People for the Ethical Treatment of Animals (PETA) žalobu na Slatera a firmu Blurb u okresního soudu Spojených států pro severní obvod Kalifornie, kde požadovala, aby opici, které dali jméno Naruto, byla přidělena autorská práva a aby byla PETA jmenována do správy výnosů z fotografií ve prospěch Naruta a dalších makaků chocholatých v rezervě na Sulawesi. PETA tak učinila pomocí principu „next friend“ (další přítel), který umožňuje podle amerického práva zastupovat jinou osobu, která je buď zdravotně postižená nebo jinak neschopná jednat svým vlastním jménem, a která nemá zákonného zástupce. V listopadu Angela Dunningová, právnička společnosti Blurb, poznamenala, že PETA mohla podat žalobu za špatnou opici.
Během slyšení v lednu 2016 okresní soudce USA William Orrick III uvedl, že zákon o autorských právech nerozšiřuje jeho ochranu na zvířata. Orrick případ 28. ledna zamítl a rozhodl, že „pokud měl Kongres a prezident v úmyslu podniknout mimořádný krok, kterým by povolil žalovat zvířata i osoby a právnické osoby, mohli a měli by to říci jasně.“ Dne 20. března 2016 podala PETA odvolání k Devátému obvodu odvolacímu soudu. Dne 12. července 2017 měl soud v San Francisku k této věci ústní vyjádření. Dne 4. srpna 2017 právníci všech účastníků řízení informovali soud, že očekávají, že v blízké budoucnosti dojde k mimosoudnímu urovnání, a požádali soud, aby rozhodnutí nevydával. Soud 11. srpna odložil odvolání na 8. září. Dne 11. září 2017 bylo dosaženo dohody mezi Slaterem, společností Blurb a organizací PETA, ve které Slater daruje 25 % veškerých budoucích výnosů z opičích selfie charitám, jež chrání divoce žijící opice, jako je Naruto. Soud však tuto dohodu nepřijal jako platné vypořádání. V rámci společného návrhu, jehož cílem bylo zrušit odvolání a zvrátit rozhodnutí soudu, požádali účastníci řízení o anulování záznamů (resp. zrušení rozsudku) u okresního soudu. Institut Competitive Enterprise Institute podal dne 13. září 2017 podnětné oznámení, v němž naléhal na odvolávací soud, aby návrh na zrušení rozsudku zamítl. Ve zprávě se uvádí, že vzhledem k tomu, že Naruto není stranou dohody, nemá PETA právo návrh podat.
V dubnu 2018 odvolací soud zamítl návrhy na zrušení rozsudku. Dne 23. dubna vydal soud rozhodnutí ve prospěch Slatera a konstatoval, že zvířata nemají zákonnou pravomoc nárokovat si autorská práva. Soud také vyjádřil znepokojení nad motivací a akcemi PETA během případu, které byly vnímány spíše jako prosazování jejich vlastních zájmů než ochrana Naruta, jelikož shledaly akce PETA – tj. pokus o zrušení rozsudku, kdy se organizace dozvěděla o možnosti vyrovnat se s druhou stranou – znepokojující. Soudci poznamenali, že jejich rozhodnutí musí být posouzeno s ohledem na rozsudek Cetacean Community v. Bush, případu z roku 2004, který vyslechl Devátý obvod, v němž se za určitých okolností zjistilo, že zvířata mohou mít určitou legitimitu k podání žaloby, a podporuje, aby Devátý obvod uspořádal slyšení en banc s cílem přezkoumat jejich rozhodnutí u kytovce ve světle případu opičího selfie. Dne 25. května požádal soudce Devátého obvodu, aby byl případ projednán en banc, což by mohlo vyvrátit precedens Cetaceans Community. Soud požádal strany, aby do 21 dnů poskytly informace o tom, zda by mělo být povoleno jednání en banc a dne 31. srpna 2018 odmítl věc přezkoumat.

## Dopad na Slatera
Slater pro BBC News uvedl, že utrpěl finanční ztrátu kvůli tomu, že fotografie byly k dispozici na Wikimedia Commons. „Za první rok po pořízení jsem vydělal 2 000 liber [za tento obrázek]. Poté, co to šlo na Wikipedii, veškerý zájem o koupi ustal. Je těžké to určit, ale domnívám se, že jsem přišel o příjem 10 000 liber nebo více. Ničí to můj byznys.“ Slatera citoval The Daily Telegraph: „Neuvědomují si však, že k rozhodnutí [o autorských právech] je potřeba rozhodnutí soudu.“ V lednu 2016 Slater uvedl svůj záměr žalovat Wikipedii za porušení autorských práv k jeho dílům.
V červenci 2017 byl Slater údajně na mizině a nebyl schopen zaplatit svého právního zástupce. Zatímco původně za snímky vydělával několik tisíc liber, což stačilo na pokrytí jeho cestovních nákladů do Indonésie, tento příjem se snížil na přibližně „100 liber každých pár měsíců“ poté, když nadace Wikimedia Foundation odmítla zastavit přístup k jeho snímkům bez jeho svolení.
Slater nemohl v červenci 2017 kvůli nedostatku finančních prostředků odcestovat na soudní jednání do Spojených států a uvedl, že uvažuje o alternativní kariéře jako je venčení psů nebo tenisový trenér. „Pro mě by to byl nový podnik. Vydělal bych sice jen pár drobných, ale aspoň by to bylo víc než fotografování. Už nemám motivaci chodit ven a dál fotografovat. Měl jsem výdaje několik tisíc liber za právníky, přicházím o příjem a dostává mě to do deprese. Když přemýšlím o celé situaci, opravdu si nemyslím, že to stálo za to.“ Slater dodal: „Všechno, co jsem udělal, abych se pokusil zdůraznit nepříjemnou situaci opic, se v mém soukromém životě obrátilo proti mně. Zničil jsem si život.“
Slater také dodal, že se cítil „velmi potěšen“ dopadem samotného focení: „Trvalo šest let, než se naplnil můj původní záměr, což bylo zdůraznit nepříjemnou situaci, ve které se opice nacházejí a ukázat ji světu. Před šesti lety nikdo o těchto opicích neslyšel, zbyly jich už jen poslední tisíce. […] Místní byli zvyklí si je opékat, ale teď je milují a říkají jim ‚selfie monkey‘. Turisté je nyní navštěvují a lidé vidí, že pro komunitu existuje dlouhodobější přínos, než jen střílení opic.“
V květnu 2018 získala společnost Condé Nast Entertainment od Slatera práva na natáčení dokumentárního filmu týkajícího se sporu o opičím selfie. Na projekt dohlíží Dawn Ostroff a Jeremy Steckler.